# Lucia Piussi
Lucia Piussi (* 21. října 1971 Bratislava) je slovenská zpěvačka, herečka a spisovatelka. Patřila k nejvýraznějším osobnostem bratislavského Divadla Stoka. V letech 1994–2020 byla frontmenkou bratislavské rockové skupiny Živé kvety.

## Život
Vyrůstala v bratislavské městské části Dúbravka. Vystudovala scenáristiku na VŠMU v Bratislavě. Od roku 1991 byla herečkou v nezávislém Divadle Stoka, kde účinkovala téměř ve všech inscenacích. Na inscenacích se podílela i autorsky (jako většina herců divadla). V roce 1994 založila (společně s Veronikou Wiedermannovou a Petrem Bálikem) skupinu Živé kvety, kde zpívá, hraje na kytaru a je autorkou všech textů. Skupina Živé kvety se v roce 2020 po 27 letech rozpadla. V roce 2020 založila s Agnes Loveckou skupinu Terrible 2s. Po nuceném vystěhování Divadla Stoka z prostorů na Pribinově ulici v roce 2006 pracovala několik let v bratislavském knihkupectví Artfórum. V letech 2016–2020 působila v bratislavském .klube pod lampou jako dramaturgyně. V současnosti[kdy?] se věnuje vlastní tvorbě.
Je vdaná a má dva syny - Františka (2013) a Lukáše (2016).
Její sestrou, dvojčetem, je slovenská dokumentaristka Zuzana Piussi.

## Diskografie
- Vianoce (singel), Terrible 2s, Slnko records 2021
- Na vrchole síl, Terrible 2s, Slnko records 2021
- Cesty, ktoré nevedú nikam (Rarity vol.1), Živé kvety, Slnko records 2020
- Salto na rozlúčku, Živé kvety, Slnko records 2019
- Nové poschodia, Živé kvety, Slnko records 2016
- Oľga, ideš svojím tempom!, Živé kvety, Slnko records 2012
- Spúšť, Živé kvety, Slnko records 2010
- Zlaté časy, Živé kvety, Slnko records 2009
- 12 + 1, Živé kvety, Slnko records 2008
- Bez konca, Živé kvety, Slnko records 2007
- Sloboda, Živé kvety, Slnko records 2005
- Na mojej ulici, Živé kvety, Slnko records 2004
- V dobrom aj v zlom, Živé kvety, Pavian records 2003
- Živé kvety, Živé kvety, Mediálny inštitút 2000

## Inscenace v Divadle Stoka
- Strata (Multimediálna grcanica), premiéra 21. 12. 2004
- Gala (Kto rozjebal Betlehem), premiéra 9. 6. 2003
- Bol-a som nevinn -ý -á, I Was Innocent, premiéra 1. 9. 2002
- Komisia, premiéra 12. 4. 2002
- Z diaľky, premiéra 17. 12. 1999
- Hetstato (Hystericko-zúfalý výkrik šialenstva), premiéra 17. 9. 1999
- Prepad (Estráda), premiéra 31. 12. 1998
- Dno (Óda na McWorld), premiéra 19. 12. 1998
- Tváre, premiéra 19. 12. 1997
- Monodrámy, premiéra 29. 11. 1997
- Nox (Kto uhádne meno berného úradníka), premiéra 10. 2. 1995
- Eo ipso, premiéra 4. 3. 1994
- Nikto, len čajka si omočí nohy v mojich slzách, premiéra 29. 5. 1993
- Donárium (Metamorfóza premien), premiéra 19. 12. 1992
- Vres (Optimistická), premiéra 10. 10. 1992
- Slepá baba (inscenácia aj pre deti), premiéra 3. 4. 1992
- Dyp inaf (Heavy mental), premiéra 6. 12. 1991
- Impasse (Sentimental journey), premiéra 22. 6. 1991